# Sven Ratke
Sven Ratke (* 3. Januar 1972 in Niesky) ist ein ehemaliger deutscher Fußballspieler und heutiger Fußballtrainer. Mit Dynamo Dresden wurde er 1990 Meister in der DDR-Oberliga und FDGB-Pokalsieger.

## Karriere
Sven Ratkes Karriere begann bei der SG Dynamo Görlitz, später wechselte er zur BSG Motor Niesky. Ab 1984 spielte er in der Jugend von Dynamo Dresden. 1988 wurde er DDR-Jugendmeister. Am 17. März 1990 kam der damals 18-Jährige zu seinem ersten Einsatz in der DDR-Oberliga. Im weiteren Saisonverlauf kam er noch zu einigen Einsätzen, meist als Einwechselspieler. Am letzten Spieltag erzielte er sein erstes Tor für Dresden in der Oberliga. Es war der 3:1-Endstand im Spiel gegen Lok Leipzig, das die Meisterschaft bedeutete. Im selben Jahr wurde man auch FDGB-Pokalsieger. Im Finale wurde Ratke in der 74. Minute für Matthias Döschner eingewechselt. In der Folgesaison trat Ratke mit seinem Verein im Europapokal der Landesmeister an. Er spielte fünfmal in diesem Wettbewerb und erzielte ein Tor. Man schied im Viertelfinale aus. In der Liga wurde Dynamo Zweiter und qualifizierte sich damit für die Fußball-Bundesliga, da die Ligen der ehemaligen DDR aufgelöst wurden. Bis 1995 spielte Ratke 48-mal für Dresden in der Bundesliga, davon 32-mal als „Joker“, und erzielte ein Tor.
Zur Saison 1995/96 wechselte er zum SV Lurup in die Regionalliga Nord. Bereits im Winter verließ er den Verein wieder und ging zum VfL Wolfsburg in die 2. Bundesliga. Er folgte damit seinem Trainer Willi Reimann, der bereits im Oktober 1995 beim VfL Wolfsburg anfing und zuvor den SV Lurup trainierte. Beim VfL hatte Ratke zunächst einen Stammplatz inne, verlor diesen aber 1996/97 wieder. 1997 stieg er mit Wolfsburg in die Bundesliga auf. Am letzten Spieltag war es zum Aufstiegsendspiel zwischen Wolfsburg (3. Platz) und dem 1. FSV Mainz 05 (4. Platz) gekommen. Ratke, der zuvor nur 12-mal in der Spielzeit zum Einsatz gekommen war, wurde in der 68. Minute von Willi Reimann eingewechselt und erzielte das 5:3 in der 76. Minute. Das Spiel endete mit 5:4 Toren, nachdem Sven Demandt in der 88. Minute noch einmal hatte verkürzen können. Damit war Wolfsburg aufgestiegen. Nach dem ersten Bundesligajahr erhielt Ratke 1998 keinen neuen Vertrag. Danach wurde er als Zugang zum FC Energie Cottbus gemeldet, verließ die Mannschaft aber noch vor dem ersten Training wieder und schloss sich schließlich für eine Saison dem unterklassigen VfB Hellerau-Klotzsche an.
Ab 1999 war er für den Dresdner SC in der Regionalliga Nordost aktiv. Nach der Zusammenlegung der Staffeln Nord und Nordost spielte Ratke mit dem DSC in der Regionalliga Nord. An der Qualifikation für diese Liga, elf Mannschaften stiegen 1999/00 in die Oberliga ab, die der Dresdner SC mit einem zweiten Platz erreichte, hatte Ratke als Stammspieler seinen Anteil. Nach einer Saison im Mittelfeld der Tabelle stieg der Verein 2001/02 ab und Ratke wechselte zu seinem Ex-Verein Dynamo Dresden. Zu dieser Zeit litt Ratke an einem Knorpelschaden im Kniegelenk und konnte ein dreiviertel Jahr kein Spiel bestreiten. Am 9. Oktober 2002 wurde er im Sachsenpokal eingewechselt und gab damit sein Comeback, das allerdings nach zwei Minuten mit einem Platzverweis endete. Nach dem Aufstieg Dynamos in die 2. Bundesliga 2004 beendete er seine Karriere wegen der Knieprobleme. Danach arbeitete er als Co-Trainer der zweiten Mannschaft und als Jugendtrainer bei der SGD.

### Statistik
| Liga                          | Spiele (Tore) |
| ----------------------------- | ------------- |
| DDR-Oberliga                  | 027 (1)       |
| Bundesliga                    | 061 (1)       |
| 2. Bundesliga                 | 028 (6)       |
| Regionalliga                  | 121 (9)       |
| Wettbewerb                    |               |
| DFB-Pokal                     | 007 (0)       |
| Europapokal der Landesmeister | 005 (1)       |

| Saison    | Verein                 | Liga         | Spiele 1 | Tore |
| --------- | ---------------------- | ------------ | -------- | ---- |
| 1989/90   | Dynamo Dresden         | DDR-Oberliga | 9        | 1    |
| 1990/91   | Dynamo Dresden         | DDR-Oberliga | 18       | 0    |
| 1991/92   | Dynamo Dresden         | Bundesliga   | 14       | 0    |
| 1992/93   | Dynamo Dresden         | Bundesliga   | 13       | 1    |
| 1993/94   | Dynamo Dresden         | Bundesliga   | 4        | 0    |
| 1994/95   | Dynamo Dresden         | Bundesliga   | 17       | 0    |
| 1995/96   | SV Lurup               | Regionalliga | 16       | 2    |
| 1995/96   | VfL Wolfsburg          | Bundesliga   | 15       | 4    |
| 1996/97   | VfL Wolfsburg          | Bundesliga   | 13       | 2    |
| 1997/98   | VfL Wolfsburg          | Bundesliga   | 13       | 0    |
| 1998/99   | VfB Hellerau-Klotzsche |              |          |      |
| 1999/2000 | Dresdner SC            | Regionalliga | 32       | 2    |
| 2000/01   | Dresdner SC            | Regionalliga | 25       | 3    |
| 2001/02   | Dresdner SC            | Regionalliga | 15       | 2    |
| 2002/03   | Dynamo Dresden         | Regionalliga | 11       | 0    |
| 2003/04   | Dynamo Dresden         | Regionalliga | 22       | 0    |